# Нурекское водохранилище
Нуре́кское водохрани́лище (тадж. Обанбори Норак) — искусственное водохранилище, созданное на реке Вахш, в пределах Нурекского района Таджикистана. Образовалось перед плотиной Нурекской ГЭС.
Заполнение водохранилища проходило в 1972 году. Площадь водного зеркала составляет 98 км², объём водохранилища составляет 10,5 км³ (полезный объем — 4,5 км³), длина — 70 км, ширина — 1 км. Средняя глубина водоёма составляет 107 м. Уровень водохранилища колеблется в пределах 53 м. Оно осуществляет сезонное регулирование стока реки Вахш. Используется для орошения 1 млн га плодородных земель Каршинской и Кзыл-Кумской степей, Дангаринского плато и других территорий. По водоёму осуществляется судоходство. Сброс воды осуществляется через туннель, пробитый в скале длиной 5 км. У плотины расположен город Нурек.